# NGC 1350
NGC 1350 је спирална галаксија у сазвежђу Пећ која се налази на NGC листи објеката дубоког неба.
Деклинација објекта је - 33° 37' 38" а ректасцензија 3h 31m 7,9s. Привидна величина (магнитуда) објекта NGC 1350 износи 10,4 а фотографска магнитуда 11,2. Налази се на удаљености од 21,827 милиона парсека од Сунца. NGC 1350 је још познат и под ознакама ESO 358-13, MCG -6-8-23, AM 0329-334, FCC 88, IRAS 03291-3347, PGC 13059.